# Warschauer Bahnhof (Sankt Petersburg)

Der Warschauer Bahnhof (russisch Варшавский вокзал) ist ein ehemaliger Personenbahnhof (Kopfbahnhof) in Sankt Petersburg, der in den vergangenen Jahren zum Handels- und Ausstellungskomplex „Warschawski-Express“ (Варшавский Экспресс) umgebaut wurde.

## Geschichte
Der Bau des Warschauer Bahnhofes wurde 1851 begonnen und 1860 beendet. Damit war er nach dem Witebsker und dem Moskauer Bahnhof der dritte Bahnhof in St. Petersburg. Er war der Ausgangspunkt für die 44,6 km lange Teilstrecke der Warschau-Petersburger Eisenbahn von der russischen Hauptstadt zur Zarenresidenz Gattschina (Гатчина), die im November 1858 eröffnet worden war. Das Bahnhofsgebäude wurde nach den Entwürfen des Architekten Ksawery Skarżyński (russisch Скаржинский) errichtet. Es umfasst von drei Seiten die Bahnsteige, die von einer Bogenkonstruktion aus Metall und Glas überdacht wurden.
Mit dem Ziel der Erweiterung des Bahnhofes in den Jahren 1857 bis 1860 war durch den Architekten Peter Salmanowitsch ein neues Gebäude entworfen worden, wobei die beiden seitlichen Steinhäuser in die Rekonstruktion einbezogen wurden. Die Stahlkonstruktion aus Eisen und Glas zur Überdachung der Bahnsteige entsprach den führenden architektonischen Tendenzen jener Zeit, jedoch wurde sie durch den Rauch der Lokomotiven verschmutzt.
Im Jahre 1859 wurde die 273 km lange Eisenbahnstrecke bis Pskow/Pleskau und 1862 bis Warschau fertiggestellt. Eine Zweigbahn von Wilna über Kaunas zur ostpreußischen Grenze nach Werschbolowo/Wirballen (russischer Grenzbahnhof) und Eydtkuhnen (preußischer Grenzbahnhof) verband St. Petersburg über die Preußische Ostbahn mit den Hauptstädten der europäischen Staaten. Die Züge der Warschauer Bahn zeichneten sich durch bequeme und reich ausgestattete Waggons aus, die in erster Linie für die Passagiere der ersten Klasse bestimmt waren.

## Architektur
Das Gebäude des Warschauer Bahnhofes, das im Stil der Renaissance ausgeführt wurde, stellte zweifellos einen architektonischen Wert nicht nur für St. Petersburg, sondern ebenso für ganz Russland dar. Während des Zweiten Weltkrieges litt der Bahnhof durch Artilleriebeschuss und durch Bombenangriffe. Die Wiederherstellungsarbeiten waren im Jahre 1949 abgeschlossen. In einer Nische der Hauptfassade des Bahnhofes wurde eine Bronzeskulptur Lenins aufgestellt. Die Zeit hat den Warschauer Bahnhof in den Folgejahren nicht geschont. Viele seiner einzigartigen architektonischen Elemente wurden zerstört. Im Zuge der Elektrifizierung der Warschauer Bahn Anfang der 1960er Jahre wurde die Stahlkonstruktion mit dem Glasdach über den Bahnsteigen abgerissen.

## Heutige Situation
Im Mai 2001 wurde der Warschauer Bahnhof wegen Umbau für den Eisenbahnverkehr geschlossen. Der größte Teil der Züge der Vorort- und Fernbahn wurde zum Witebsker Bahnhof umgeleitet. Auf den freien Gleisen des Warschauer Bahnhofes befand sich die Ausstellung des Zentralen Museums der Eisenbahntechnik, welches inzwischen, nachdem aufgrund von Baumaßnahmen die Gleiszuführung zum Warschauer Bahnhof demontiert wurde, an seinen neuen Standort am Baltischen Bahnhof umgezogen ist.
2005 wurde das ehemalige Bahnhofsgebäude als Einkaufszentrum wieder eröffnet.

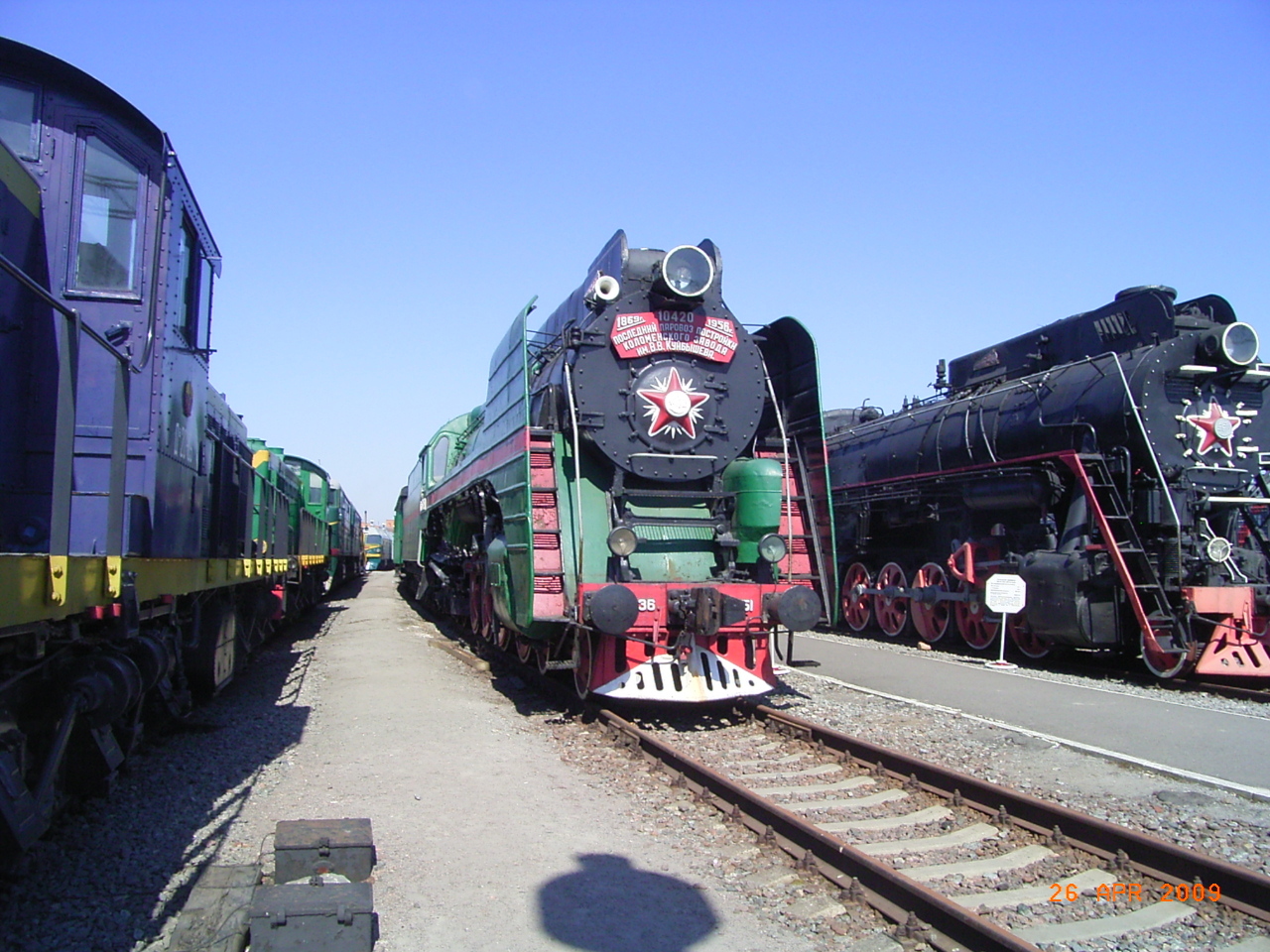
Freigelände des Eisenbahnmuseums am Warschauer Bahnhof (2001–2007)
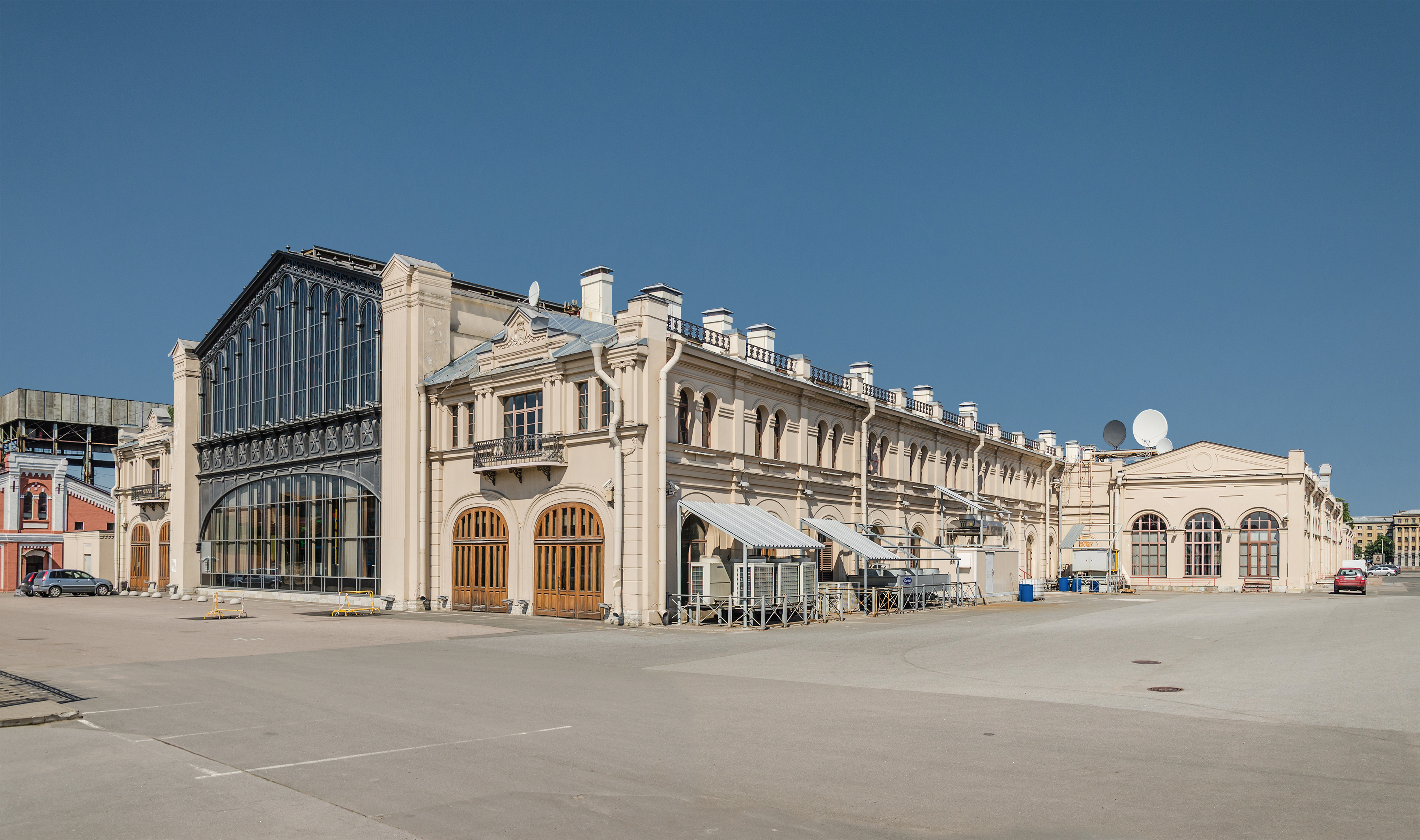
Blick vom ehemaligen Gleisfeld auf das Bahnhofsgebäude
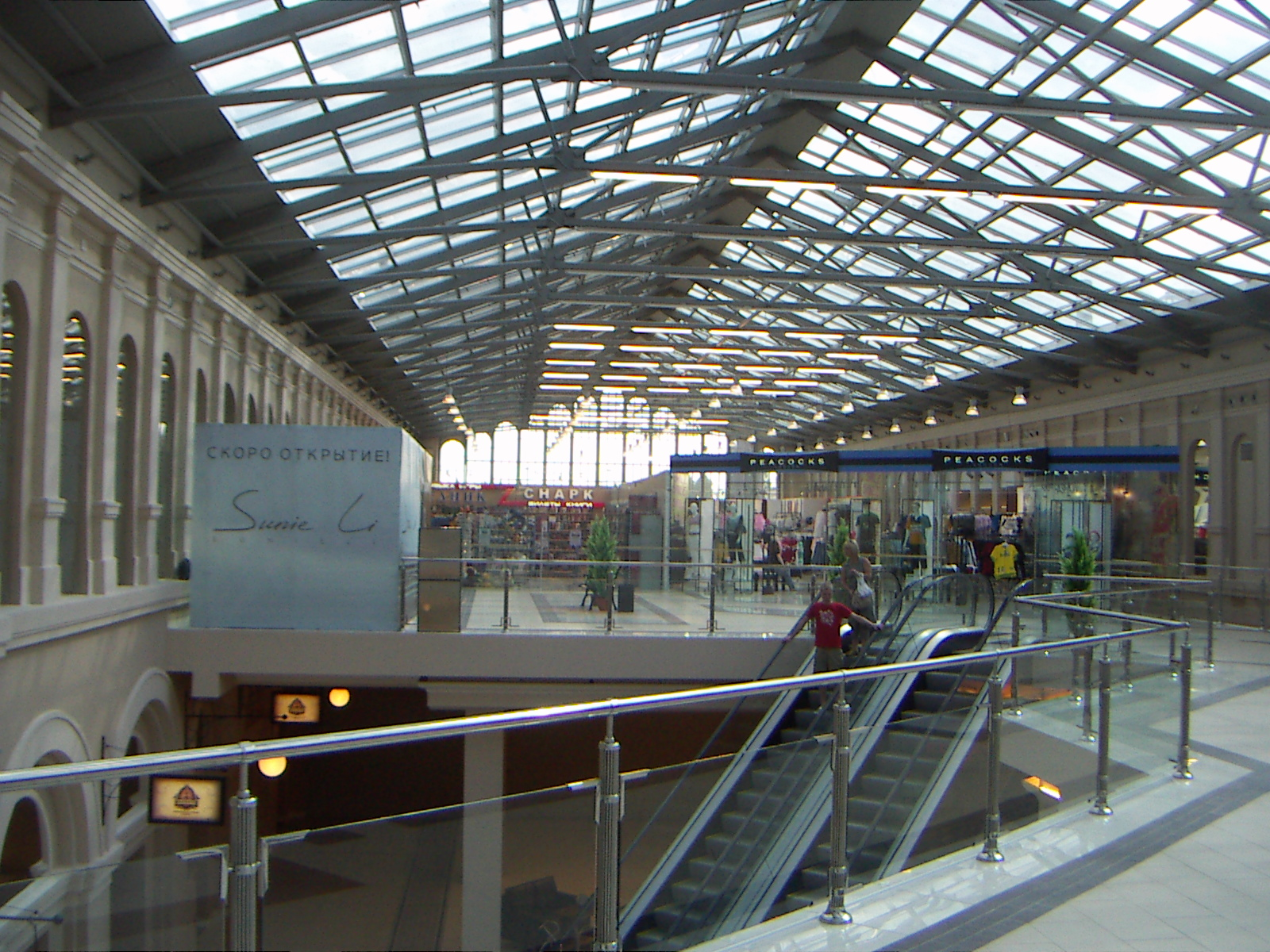
Innenansicht nach dem Umbau
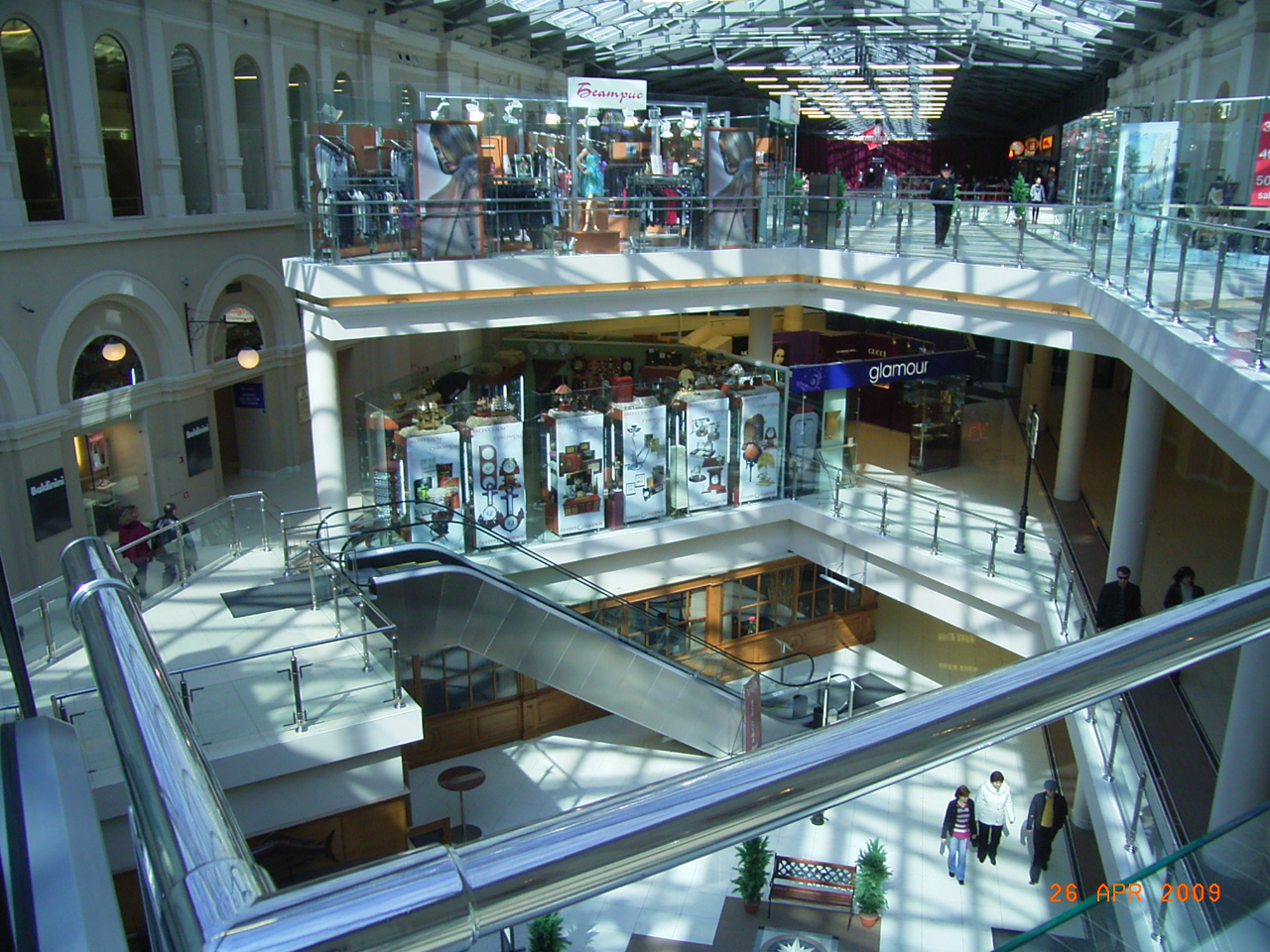
Innenansicht nach dem Umbau zum Luxuskaufhaus